# Vice-roi
Pour les articles homonymes, voir Vice-roi (homonymie).

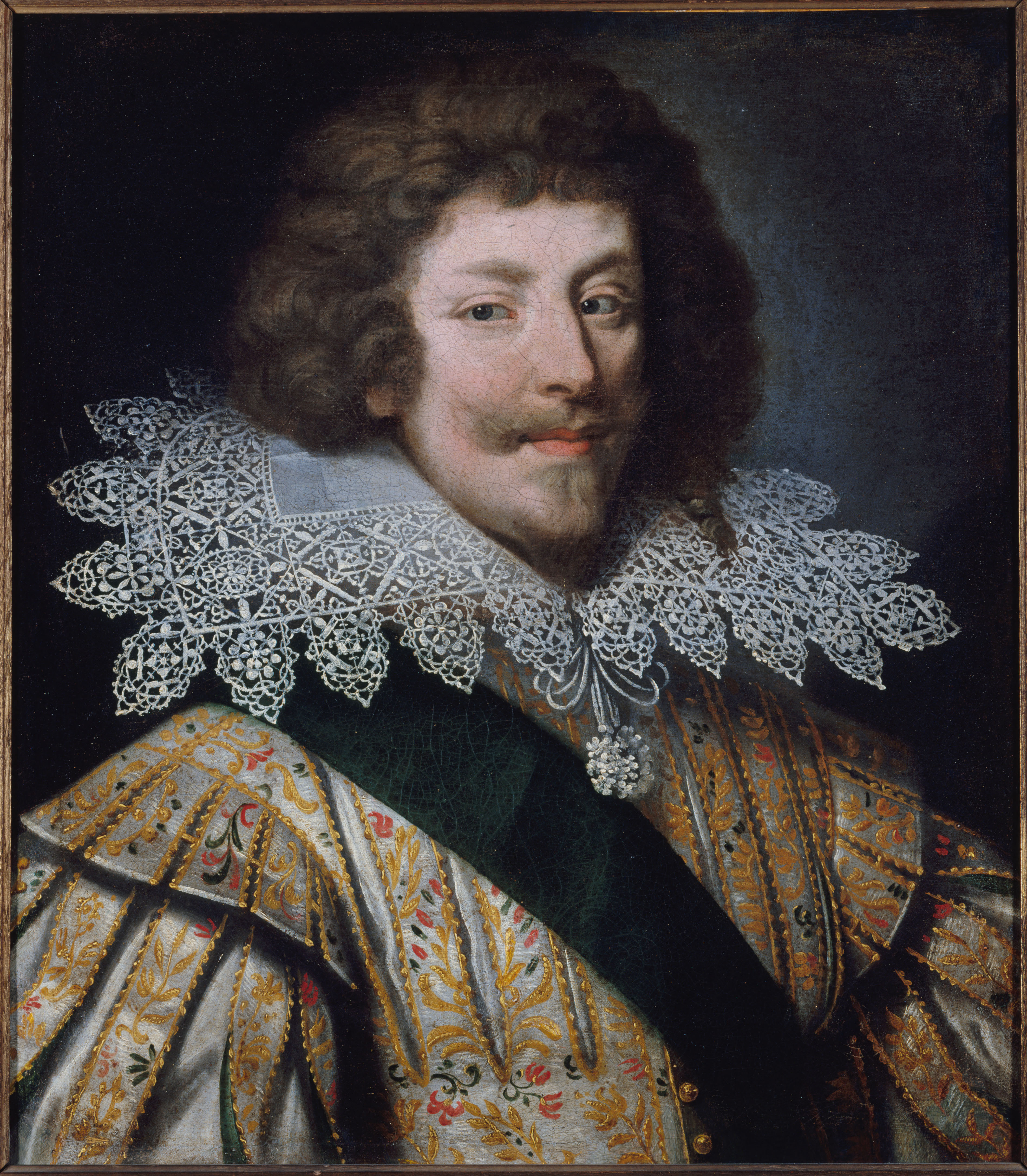
Henri II de Montmorency, vice-roi de Nouvelle-France.

Le titre de vice-roi est porté par le plus haut représentant du roi dans une province ou une colonie. Cette province ou colonie est nommée un vice-royaume ou une vice-royauté. Une vice-reine est une femme exerçant cette fonction (rare, car la fonction comprend également le haut commandement militaire), ou la femme d'un vice-roi.
L'allusion étymologique au roi fait qu'il est perçu comme plus important que gouverneur général même si dans nombre de cas il est synonyme de ce rang administratif.
Dans certains cas, le titre (et la fonction, à moins que le titre ne soit pas directement rattaché à elle) est réservé aux membres de la famille régnante.

## Pour le royaume d'Espagne
La vice-royauté, institution administrative locale, fut créée à la fin du XVe siècle par la Couronne d’Espagne pour gouverner ses possessions. Dans l’Empire espagnol, le vice-roi (virrey ou visorrey) était un dignitaire administratif chargé d’administrer et de gouverner, en tant que représentant de la Couronne, un territoire ou une province. Le titre de vice-roi est mentionné dans un document de Pierre IV d'Aragon, rédigé en latin et daté de 1381. Au milieu du XVIe siècle, le terme de virrey, dérivé du mot visrei, utilisé déjà depuis au moins le XVe siècle, fut introduit dans la Couronne d’Aragon, puis passera du catalan en castillan sous la forme visorey. Dans les documents de la Couronne d’Aragon du XVe siècle (1428), écrits en latin, le terme vice rex est utilisé pour désigner le vice-roi de Sicile,.
L’administration des immenses territoires conquis à la suite de la découverte de l’Amérique obligea à repenser les systèmes de gouvernement déjà mis en œuvre en Europe, pour les mettre en adéquation avec l’extension territoriale et avec l’éloignement vis-à-vis de la métropole, qui caractérisaient les possessions d’outremer. Etait ici requis en effet un gouvernement provincial qui fût capable de pourvoir aux affaires locales ordinaires, tout en continuant à en référer au Roi et à rester fidèle à la Couronne.
La fonction de vice-roi prit une importance particulière dans la monarchie espagnole à partir des Rois catholiques et de leur petit-fils Charles Quint, en raison de l’énorme accumulation de territoires qui, par leur dispersion et par l’impossibilité de communiquer rapidement, ne pouvaient s’administrer de façon centralisée. Au lendemain de la guerre dite des Communautés, il devint clair que le centre vital de la monarchie serait la Castille, ce qui sera confirmé ensuite par l’établissement définitif de la Cour royale à Madrid par Philippe II, abstraction faite de la courte période où la Cour se transporta à Valladolid sous le règne de Philippe III.
L’administration des vastes territoires de l’Empire espagnol était donc assurée par des vice-rois, remplissant la fonction de gouverneurs pour une étendue de territoire définie, laquelle était considérée non pas comme une colonie, mais comme une province de l’Empire, jouissant des mêmes droits que n’importe quelle province de l’Espagne péninsulaire.

### Vice-royautés de la Monarchie espagnole en Europe
- Vice-royauté d'Aragon (1517-1707)
- Vice-royauté de Catalogne (1521-1707)
- Vice-royauté de Galice
- Vice-royauté de Navarre (1512–1843)
- Vice-royauté de Valence (1520-1707)
- Vice-royauté de Naples (1503–1707)
- Vice-royauté de Portugal (1580–1642)
- Vice-royauté de Sicile (1415–1713)
- Vice-royauté de Sardaigne (1418–1720)
- Vice-royauté de Corse (1421-1434)

### Vice-royautés de la Monarchie espagnole en Amérique
Le titre de vice-roi fut octroyé pour la première fois à Christophe Colomb, pour les terres à découvrir de l’autre côté de l’Atlantique (Vice-royauté colombienne) ‒ quoique celui-ci n’attachât guère d’importance à ce titre, mais davantage à celui d’Amiral de la Mer océane. En 1511, selon les dispositions des Capitulations de Santa Fe, Diego Colón fut nommé vice-roi ; celui-ci, au contraire de Colomb, faisait grand cas du titre. La fonction de vice-roi comme charge non héréditaire apparut en 1535, avec la mise en place de la Vice-royauté de Nouvelle-Espagne, ayant pour premier vice-roi Antonio de Mendoza y Pacheco, et avec la création en 1542 de la Vice-royauté du Pérou, dont le premier vice-roi fut Blasco Núñez de Vela.
Les critères relatifs à la qualité des personnes appelées à exercer la fonction de vice-roi évoluèrent au fil du temps dans la monarchie espagnole. Pour les Habsbourgs, les vice-rois devaient être des personnes de haut lignage (généralement des militaires) ; pour les Bourbons, les vice-rois seront de préférence issus de la classe moyenne (généralement des fonctionnaires de carrière, moyennant qu’ils fussent letrados, c’est-à-dire juristes de formation universitaire).
Le vice-roi, en sa qualité de représentant personnel du roi d'Espagne, était accueilli en Amérique avec tous les honneurs, notamment sous un dais, ce qui était le privilège du roi et du Saint Sacrement, et disposait d’une garde personnelle.
La Couronne espagnole institua, en tant que ses principales autorités régionales, les vice-royautés (virreinatos, ou virreynatos, selon la graphie ancienne) suivantes :
- Vice-royauté des Indes (1492-1524)
- Vice-royauté de Nouvelle-Espagne (1535-1821). Cette entité englobait au départ toute l’étendue de territoire de l’Alaska jusqu’au gouvernorat de Costa Rica et aux Philippines.
- Vice-royauté du Pérou (1542-1824). Cette entité comprenait initialement la plus grande partie de l’Amérique du Sud à partir de l’Audiencia royale de Panama (non compris les possessions portugaises, ni le Venezuela)
- Vice-royauté de Nouvelle-Grenade (1717-1723, 1739-1819)
- Vice-royauté du Río de la Plata (1776-1810). Au début, cette entité comportait aussi Puno, les îles Malouines et le gouvernorat de Fernando Poo et Annobón.

## Pour la France
- Vice-royauté de Nouvelle-France

Carte de la Nouvelle-France, par Samuel de Champlain.

- Est un cas particulier, le titre de vice-roi porté par le Commandant de la Marine (COMAR) de Bayonne.

Le Traité des Pyrénées signé en 1659 entre la France et l'Espagne fait de l'Île des Faisans un condominium franco-espagnol et confie la gestion de la Bidassoa à la France et l'Espagne, chacune pour une durée de 6 mois ; les commissaires royaux, chargés localement de l'application de ce traité portent le titre de vice-roi.
Même s'il n'est guère utilisé aujourd'hui, la France devenue République, n'a pas abrogé un titre fixé par un traité international.
Par imitation de l'Espagne, le titre est donc maintenu et attaché à la fonction de responsable du maintien de l'ordre sur la Bidassoa, fonction précisée par la convention franco-espagnole du 27 mars 1901 et dévolue au Commandant de la Marine (COMAR) de Bayonne pour une durée de six mois chaque année (du 1er août au 1er février pour la France et du 1er février au 1er août pour l'Espagne), chaque transfert faisant l'objet d'une cérémonie officielle) ,.
Conséquence de cette souveraineté alternative, les superficies de la France et de l'Espagne varient de 6 820 m2 tous les six mois.

## Pour le royaume du Portugal
Au Portugal, le titre de vice-roi (vice-rei en portugais) était un titre honorifique attribué aux gouverneurs de l’Inde portugaise et à ceux du Brésil.

### Vice-rois de l’Inde
Depuis 1505, le titre honorifique de vice-roi était attribué à un certain nombre de gouverneurs de l’Inde portugaise. Le premier vice-roi de l’Inde était Francisco de Almeida (1505-1509), nommé par Don Manuel Ier de Portugal, qui, de la sorte, entendit affirmer le pouvoir royal des Portugais sur l’Océan indien face à l’Espagne. L’un de ses successeurs sera (en 1524) Vasco de Gama, et le dernier vice-roi fut Infante D. Afonso Henriques, en 1896.

### Vice-rois de Portugal sous la dynastie philippine
Pendant les soixante années que dura la Dynastie philippine au Portugal (union personnelle de l’Espagne et du Portugal, de 1580 à 1640), le monarque espagnol se faisait représenter dans le royaume de Portugal par un vice-roi (issu de la plus haute noblesse, voire directement lié à la maison des Habsbourgs), ou alors par un collège de gouverneurs.

### Vice-rois du Brésil
Entre 1640 et 1718, seuls trois gouverneurs-généraux du Brésil se virent décerner le titre honorifique de vice-rei, eu égard à leur haute noblesse : Jorge de Mascarenhas, 1er marquis de Montalvão ; Vasco de Mascarenhas, 1er comte d’Óbidos ; et Pedro António de Meneses Noronha de Albuquerque, 1er marquis d’Angeja. Après 1720, et avec la nomination de Vasco Fernandes César de Meneses, comte de Sabugosa, le titre de vice-roi devint automatique, encore que l’on ignore l’existence d’un quelconque acte élevant le Brésil au rang de vice-royauté et rendant automatique l’attribution du titre ; certains cependant soutiennent que cela se produisit concomitamment avec le transfert de la capitale de Salvador vers Rio de Janeiro en 1763, au terme d’une vacance de la fonction de trois ans. Pourtant, le statut officiel du Brésil continua d’être celui d’« État » (Estado), et non de « vice-royauté » (vice-reinado), y compris même sous la gouvernance permanente des vice-rois.
L’historien Francisco Adolfo de Varnhagen indique :

« Le vice-roi ou capitaine-général était un délégué immédiat du souverain, auprès de qui seul l’on pouvait faire appel de ses décisions. On lui faisait cortège lors des célébrations officielles, le vice-roi se tenant à la gauche du dais, tandis que la chambre municipale de la ville-capitale se tenait à la droite. Chaque individu, après sa révérence au portrait du souverain, faisait sa révérence à la chambre et ensuite au capitaine-général. Il présidait la Commission des finances et, lorsqu’il y avait un tribunal de deuxième instance, il en était le gouverneur ; s’il n’y avait que de simples cours de justice, c’est encore lui qui en était le président. »

## Pour l'Empire britannique
- Lord lieutenant d'Irlande
- Vice-royauté des Indes